# Raión de Balaklia
Balaklia (en ucraniano: Балаклійський район) es un raión o distrito de Ucrania en el óblast de Járkov. 
Comprende una superficie de 1986 km².
La capital es la ciudad de Balaklia.

## Demografía
Según estimación 2010 contaba con una población total de 85476 habitantes.

## Otros datos
El código KOATUU es 6320200000. El código postal 64200 y el prefijo telefónico +380 5749.